# 海達韋萊克 (密西西比州)
海達韋萊克（英語：Hide-A-Way Lake）是位於美國密西西比州珀爾里弗縣的普查規定居民點。

## 人口
根據2020年美國人口普查的數據，海達韋萊克的面積為4.73平方千米，當中陸地面積為3.97平方千米，而水域面積為0.76平方千米。當地共有人口2065人，而人口密度為每平方千米436.58人。